# Last Dance (песня Стефании)
«Last Dance» (с англ. — «Последний танец») — песня греко-нидерландской певицы Стефании, которая представила Грецию на конкурсе песни «Евровидение-2021». Сингл был издан в цифровом формате 10 марта 2021 года звукозаписывающим лейблом K2ID. Представительница Греции вышла на сцену под четвёртым номером во втором полуфинале.
Песня представляет собой поп-композицию. Для её продвижения Стефания выпустила видеоклип, а также неоднократно появлялась в эфире ведущих ток-шоу Греции.

## Предыстория
18 марта 2020 года стало известно об отмене «Евровидения-2020». В тот же день греческий вещатель ERT объявил о том, что продолжит сотрудничество со Стефанией в следующем году. Песня «Last Dance» была написана Димитрисом Контопулосом, Шэрон Вон и командой Arcade, состоящей из Анастасиоса Раммоса, Гавриила Гаврилидиса, Эгиона Паррениаси, Лукаса Дамианакоса, Павлоса Манолиса и Diverno. 7 января 2021 года стало известно название песни, а 22 февраля — дата её релиза. 10 марта года состоялась премьера официального видеоклипа на гибридной платформе ERT ERTFLIX, а позже он был выпущен на YouTube и крупнейших стриминговых медиа-платформах.

## Видеоклип
Видеоклип на песню «Last Dance», отснятый в греческих Афинах, был выпущен одновременно с премьерой песни 10 марта 2021 года. Режиссёром клипа стал Константинос Каридас, который так же был задействован в производстве видеоклипа на песню прошлого года. По его словам, видеоклип рассказывает фантастическую и мечтательную историю, которая связана с самим месседжем песни о том, что всё в жизни преходяще и что каждый конец приносит новое начало.
Премьера видеоклипа состоялась 10 марта 2021 года в 17:00 (EET) на гибридной платформе ERT ERTFLIX, а уже в 22:00 (EET) на Youtube-канале Стефании. «Использовались символы греческой мифологии, такие как Пегас и Атлант, поданные в фантастическом, но в то же время современном ключе», — подчеркивается центральное послание песни, а именно фраза: «Каждый конец - это всегда новое начало».

## Конкурс песни «Евровидение»
Стефания выступила под четвёртым номером во втором полуфинале «Евровидения-2021», который состоялся 20 мая. Фокас Евангелинос задействован в организации постановки и выстраивании хореографии для конкурса. Во время выступления к Стефании присоединились четыре танцора: Георгий Пападопулос (постановщик номера Греции на «Евровидении-2014»), Никос Кукакис, Маркос Джакумоглу и Костас Павлопулос.

## Треклист
| №  | Название       | Длительность |
| -- | -------------- | ------------ |
| 1. | ««Last Dance»» | 3:00         |

## Создание
Взято из описания под видеоклипом на YouTube.
- Запись в «Vox Studios» (Афины, Греция)
- Сведение в «Cinelab Studios» (Москва, Россия)
- Мастеринг в «Studio DMI» (Лас-Вегас, США)

- Стефания — вокал
- Димитрис Контопулос, Arcade, Шэрон Вон — авторы песни
- Димитрис Контопулос, Arcade — музыкальные продюсеры
- Андрей Коноплёв — сведение
- Лука Претолеси — мастеринг
- Арис Бинис — запись

## Позиции в чартах
| Чарт (2021)                                 | Наивысшая позиция |
| ------------------------------------------- | ----------------- |
| Греция (IFPI Greece)                        | 86                |
| Нидерланды (Single Top 100)                 | 45                |
| Швеция (Sverigetopplistan)                  | 79                |
| Великобритания (UK Official Download Chart) | 75                |